# RTL Radio Lëtzebuerg
 (octobre 2018).
Si vous disposez d'ouvrages ou d'articles de référence ou si vous connaissez des sites web de qualité traitant du thème abordé ici, merci de compléter l'article en donnant les références utiles à sa vérifiabilité et en les liant à la section « Notes et références ».
RTL Radio Lëtzebuerg est une station de radio généraliste luxembourgeoise en langue luxembourgeoise.

## Histoire de la station
Des émissions de radio en langue luxembourgeoise sont diffusées sur la bande FM depuis 1958, initialement à titre expérimental, uniquement le matin, le midi et en début de soirée. Le programme complet RTL 92.5 est lancé le 19 octobre 1959 sur la fréquence FM 92,5 MHz de l'émetteur de Junglinster. Cet émetteur est remplacé en 1970 par l'émetteur de Hosingen. 
RTL 92.5 était la seule radio en langue luxembourgeoise autorisée jusqu'en 1992. 
En 1986, la station commence sa diffusion en stéréo et passe à une programmation 24h/24 en 1996.
La station touche chaque jour (lundi – vendredi) 178 300 auditeurs, soit 34 % de la population totale âgée de 12 ans et plus (Etude TNS Ilres).  RTL Radio Lëtzebuerg est la radio la plus écoutée au Luxembourg et la première source d'information pour ses habitants.

## Logos

Logo de RTL Radio Lëtzebuerg de 2009 au 26 avril 2023.
Logo de RTL Radio Lëtzebuerg depuis le 26 avril 2023.

## Organisation

### Dirigeants
Président-Directeur général :
- Christophe Goossens[2]

Directeur des contenus & Directeur général délégué :
- Steve Schmit

Directeur de l'information :
- Guy Weber

Directeur Audio :
- David Gloesener

### Capital
RTL Radio Lëtzebuerg est éditée et detenue à 100 % par la CLT-UFA S.A., filiale à 99,7 % de RTL Group.

### Siège
Les studios de RTL Radio Lëtzebuerg se trouvent dans RTL City,, le nouvel immeuble de RTL Group au 43 boulevard Pierre Frieden dans le quartier du Kirchberg à Luxembourg.

## Programme
RTL Radio Lëtzebuerg est la station de radio nationale par excellence avec le plus grand taux d'écoute. Elle se veut proche de son auditoire et diffuse donc en temps réel toutes les informations importantes touchant un large public, des services utiles et le meilleur du divertissement (animations, jeux, musique). Le programme est adapté au rythme de la vie quotidienne des auditeurs afin de partager chaque instant de la vie des Luxembourgeois. 
Jusqu'au mois de juillet 2015, RTL Radio Lëtzebuerg diffusait une émission en langue anglaise du lundi au vendredi de 20h00 à 23h00, présentée par Benny Brown.

### Émissions
(depuis septembre 2020)
Du lundi au vendredi :
- 06:00 – 10:00: Den RTL Wecker mam Michelle Reiter & Dan Spogen, la matinale animée par le duo Michelle Reiter & Dan Spogen
- 07:00 – 08:00: Eng Stonn Informatioun, c’est une heure d’information dédiée entre autres aux actualités nationales et internationales, aux reportages, aux commentaires et au sujet du jour.
- 10:00 – 13:00: De Virmëtteg mam Coryse Ludowicy, le programme de la mi-journée animé par Coryse Ludowicy
- 12:00 – 13:00: Eng Stonn Informatioun, c’est une heure d’information dédiée entre autres aux actualités nationales et internationales, aux reportages, aux commentaires et au sujet du jour.
- 13:00 – 16:00: De Nomëtten mam Tom Nols, le programme de l'après-midi animée par Tom Nols.
- 16:00 – 20:00: De Feierowend mam Bob Konsbruck, le résumé de l'actualité de la journée avec entre autres l’info trafic. Emission animée avec Bob Konsbruck.
- 18:00 – 19:00: Eng Stonn Informatioun, c’est une heure d’information dédiée entre autres aux actualités nationales et internationales, aux reportages, aux commentaires et au sujet du jour.

Samedi :
- 06:00 – 10:00: Den RTL Wecker mam Laurent Gillander, la matinale du week-end animée par Laurent Gillander
- 10:00 – 12:00: Dat gleefs de net, (tu vas pas le croire) un jeu animé alternativement une semaine sur deux par Marie Gales et Raoul Roos. Il s’agit d’identifier la mauvaise réponse pour ainsi se qualifier pour la finale.
- 12:00 – 13:00: RTL Background, une table ronde dédiée aux sujets d’actualité
- à partir de 18:00: Sport-Emissioun um Samschdeg mam Rich Simon a Fränky Hippert, l’actualité sportive animée par Rich Simon et Fränky Hippert

Dimanche :
- 09:00 – 11:00: De Sonndes-Duell mam Gibbes Bertolo, l'émission du dimanche avec des duels musicaux de tous genres et époques animée par Gibbes Bertolo.
- 11:00 – 12:00: De Presseclub / 5 vir 12: De Presseclub: les représentants de la presse écrite discutent sur l’actualité de la semaine. 5 vir 12: une table ronde décontractée avec une rétrospective un peu décalée.
- à partir de 15:00: Sport-Emissioun um Sonndeg mam Jeff Kettenmeyer, l'actualité sportive animée par Jeff Kettenmeyer.

Les bulletins d'information sont diffusés toutes les 30 minutes. À partir de 20h00 la station diffuse de la musique en continu jusqu’au matin (sauf événements spéciaux, sportifs ou autres).

## Animateurs
- Bob Konsbrück, RTL Feierowend
- Coryse Ludowicy, RTL Virmëttesprogramm
- Dan Spogen, RTL Wecker
- Franky Hippert, Sport-Emissioun
- Gilbert Bertolo, De Sonndes-Duell
- Jeff Kettenmeyer, Sport-Emissioun
- Laurent Gillander, De freie Moien op RTL
- Marie Gales, Reportage
- Michèle Schons, Reportage
- Michelle Reiter, RTL Wecker
- Raphaëlle Dickes, Reportage
- Rich Simon, Sport-Emissioun
- Tom Nols, RTL Nomëttesprogramm

## Journalistes
- Roy Grotz, rédacteur en chef
- Annick Goerens
- Carine Lemmer
- Claude Zeimetz
- Claudia Kollwelter
- Dany Rasqué
- Fanny Kinsch
- François Aulner
- Jean-Marc Sturm
- Joel Detaille
- Maxime Gillen
- Monica Camposeo
- Monique Kater
- Pit Everling
- Sascha Georges
- Tim Morizet